# Црква Светог живоносног источника Пресвете Богородице
Црква Светог живоносног источника Пресвете Богородице се налази Солотуши, насељеном месту на територији општине Бајина Башта, на обронцима планине Таре и у оквиру НП Тара. Црква, припада Епархији жичкој Српске православне цркве.
Црква је подигнута недалеко од извора Солотник, на месту које је одредио владика жички Хризостом, а на земљи коју је поклонио мештанин Драгиша Стаменић. Радови су започели 2006. године по пројекту Дамњана Злопорубовића из Бајине Баште. Завршена је 2011. године, радове је извршио као главни мајстор Радисав Јелисавчић, столарске је извео Ратко Стаменић. Пројекат иконостаса дело је Саве Стражимештерова, иконе је осликала Негослава Павловић.